# Quartiers nord de Marrakech

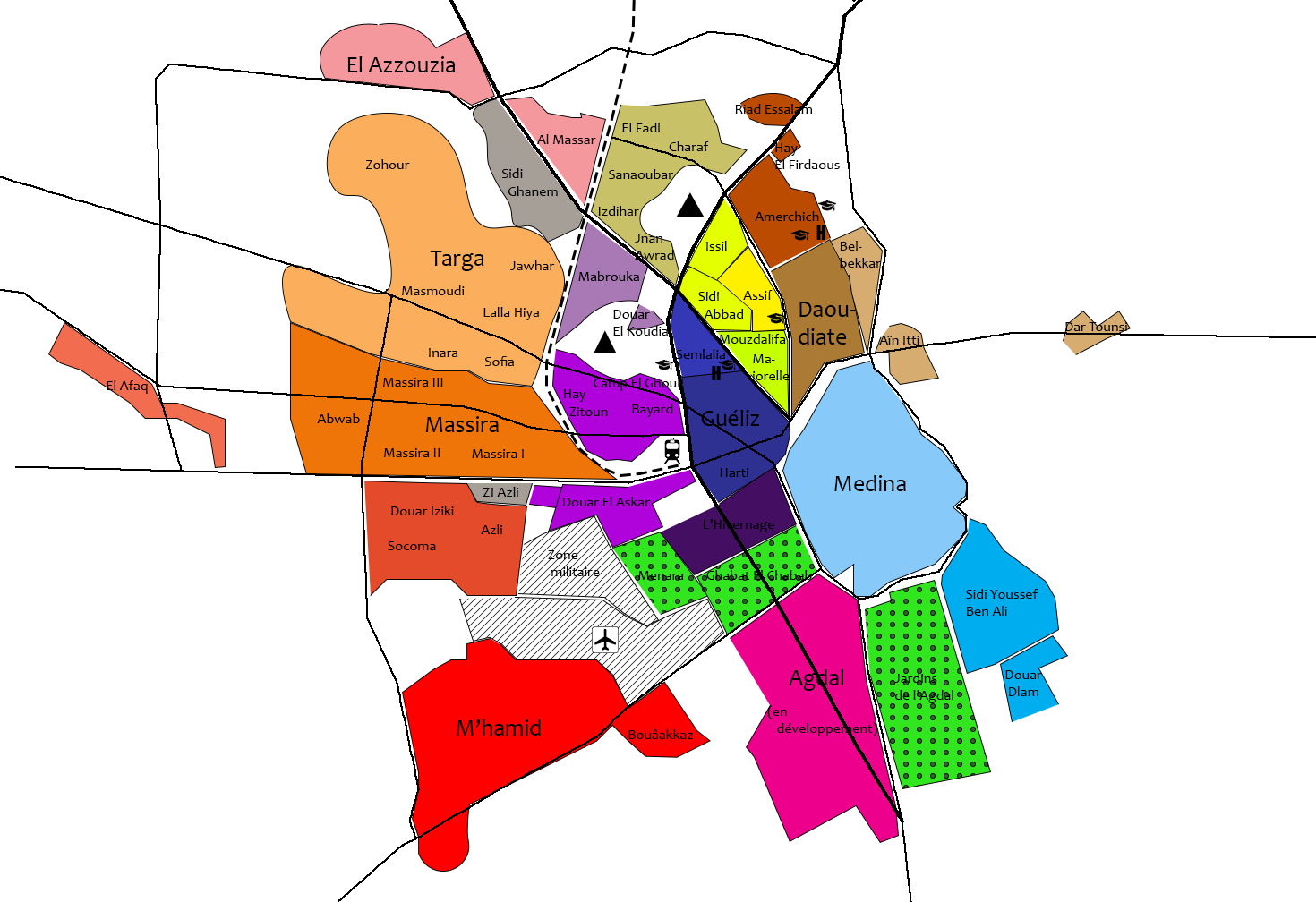
Localisation schématique des quartiers nord de Marrakech.

Les quartiers nord de Marrakech forment un ensemble de quartiers à dominante résidentielle. Ils appartiennent à l'arrondissement de Guéliz et sont délimités à l'ouest la voie ferrée reliant Marrakech à Casablanca, au sud par les quartiers de Semlalia, Guéliz et par la médina de Marrakech, et au nord-est par l'oued Issil, au-delà duquel se trouve la palmeraie. Le dénominateur commun de ces quartiers est d'avoir été bâtis en majorité entre l'indépendance et la fin du XXe siècle.

## Principaux axes de circulation
Les trois principaux axes de circulation du nord de Marrakech sont l'avenue Allal El Fassi, l'avenue Moulay Abdallah (la route nationale 7, couramment appelée à Marrakech « route de Safi ») et l'avenue Abdelkrim El Khattabi, plus couramment appelée dans le nord de la ville « route de Casa » (route nationale 9). Les deux premiers axes convergent au sud-est non loin du Jardin Majorelle, au niveau de Bab Doukkala.

## Quartiers

### Daoudiate
Daoudiate constitue le secteur le plus ancien dans le nord de Marrakech. L'édification de Daoudiate s'échelonne chronologiquement entre les années 1960 et les années 1980. Le secteur de Daoudiate est dans l'ensemble un secteur formé de quartiers populaires. Il se compose de cinq unités urbaines :
- L'Unité 1, au sud-ouest. Délimité par l'avenue Allal El Fassi, l'avenue Palestine, la rue Abderrahmane Ibn Aouf et l'avenue Abu Obeïda al-Jarrah. Il se compose de plusieurs lotissements : le lotissement des Habous, le lotissement Bekkar et le lotissement Ratma.
- L'Unité 2, au sud-est, qui fait partie du périmètre appelé administrativement "Hay Mohammadi". Délimité par la rue Abderrahmane Ibn Aouf, l'avenue Palestine, l'avenue Abu Obeïda al-Jarrah et le boulevard Ariha. La partie nord du quartier est connue sous le nom de Taqaddoum. On y trouve le Cinéma Rif, une institution du quartier, inauguré en 1970[1], inauguré en 1970, victime d'un incendie ravageur en 2016 et rouvert après rénovation en 2017.
- L'Unité 3, au nord-est, aussi appelé Diour El Masakine (littéralement, "les maisons des pauvres"). Délimité par l'avenue Ibn Jabran, par l'avenue Palestine et par l'avenue Ibn Sina.
- L'Unité 4, au nord-ouest, faisant également partie du périmètre de Hay Mohammadi. Délimitée par l'avenue Allal El Fassi, l'avenue Ibn Jabran et la rue Imam El Jazouli
- L'Unité 5, à l'ouest, qui comprend la Cité Mohammadi. On y trouve le Jardin Jebran, la piscine municipale de Daoudiate et le marché couvert du quartier.

A l'extrémité sud de Daoudiate, entre l'avenue Abu Obeïda al-Jarrah et l'avenue du 11 janvier (qui sépare Bab Doukkala et Bab El Khemis) se trouvent plusieurs administrations importantes, en particulier la Wilaya de la région Marrakech-Safi, la direction régionale du Haut commissariat au plan, l'académie régionale, ou encore le centre culturel Dar Attaqafa.

### Belbekkar et Saqar
Dans l'orbite de Daoudiate se trouvent deux quartiers, également populaires.
- Belbekkar (1 & 2) et Ariha : Situés entre les avenues Ibn Sina et le boulevard Oued Issil (qui longe l'oued du même nom). Belbekkar est surtout connu pour abriter un grand marché couvert, le marché de Belbekkar.
- Saqar : dans le prolongement nord de Diour El Masakine (Unité 3 de Daoudiate). Quartier défavorisé, il abrite une vaste institution de bienfaisance, Dar al-bir wa-l-ihsane.

### Amerchich
Amerchich est le quartier universitaire de Marrakech. C'est un quartier résidentiel de classe moyenne. On y compte une proportion non négligeable de maisons appartenant à des professeurs universitaires. A la limite extérieure d'Amerchich se trouvent en effet la faculté des lettres et sciences humaines de l'université Cadi Ayyad, inaugurée en 1978, et la faculté des sciences juridiques et économiques et sociales, inaugurée en 1979. S'ajoute également l'École supérieure des arts visuels de Marrakech, située non loin du campus universitaire.
Outre sa vocation universitaire, Amerchich est également situé aux portes de deux importants centres hospitaliers de la ville : l'hôpital Ibn Nafis, spécialisé dans la prise en charge des maladies psychiatriques, et l'hôpital Arrazi, le pôle multi-spécialités du CHU Mohammed VI, auquel sont adossés le centre Mère-enfants et le centre d'oncologie.
En périphérie d'Amerchich se trouve le dynamique lotissement de Badii, nommé d'après le palais du même nom. Il est situé le long de l'avenue Allal El Fassi et qui compte de nombreux commerces.

### Hay El Firdaous et Hay El Andalous
Dans le prolongement nord d'Amerchich, Hay El Andalous et Hay El Andalous sont deux quartiers de création plus récente, apparus au cours des années 2000 et 2010. Ils partagent avec Amerchich la même charte urbanistique, avec un alignement de maisons mitoyennes en R+1 et R+2, habitées par une population de classes moyennes à supérieures.

### Riad Essalam
Situé au nord-ouest de la route de Casablanca, le quartier de Riad Essalam prolonge celui de Hay El Firdaous. Il partage avec ce dernier quartier la même charte architecturale et la même coloration sociale. Il s'agit d'un quartier pavillonnaire où résident des classes moyennes à supérieures. Les pavillons prennent la forme de maisons mitoyennes et de petites villas. Le quartier compte plusieurs lotissements fermés à accès restreint, en particulier les résidences Talmoulkt et la Cité Yasmine. Il compte aussi une importante école privée appartenant au réseau Elaraki. Entre le quartier Riad Essalam et Hay Charaf se trouve un ancien et important douar périrubain en lisière du secteur horticole de la vallée du Tensift : le douar Sraghna.

### Issil
Issil est un quartier de classes moyennes relativement homogène constitué de maisons individuelles. Issil forme un quadrilatère délimité par l'avenue Allal El Fassi, le boulevard Abdelkrim El Khattabi (route de Casablanca), le boulevard du 18 novembre au sud et l'avenue Assif. Le petit quartier Yamama, situé aux abords du lycée Cadi Ayyad, est situé au point de rencontre d'Issil, Assif et Sidi Abbad. Coincés entre Issil et l'avenue Allal El Fassi se trouvent l'Institut des mines de Marrakech et le Centre de développement des énergies renouvelables.

### Assif
Assif (dont le nom signifie "rivière" en tamazight) est un quartier résidentiel de classes moyennes à supérieures, principalement bâti entre les années 1980 et 1990. Il est délimité par les avenues Allal El Fassi, Assif et le boulevard du 18 novembre. Dans le prolongement sud-est du quartier d'Assif se trouvent deux établissements d'enseignement supérieur : l'École nationale de commerce et de gestion de Marrakech (ENCG) et l'Institut spécialisé des travaux publics (ISTP).

### Sidi Abbad
Sidi Abbad est un quartier résidentiel formant un quadrilatère délimité par la route de Casablanca, l'avenue Moulay Abdellah, le boulevard du 18 novembre et la rue El Barakat. C'est un quartier de classe moyenne constitué quasi-exclusivement de maisons mitoyennes en R+1 et R+2. Le quartier doit son nom à un ancien canal d'irrigation alimenté par une petite source, la source Sidi Abbad, située dans le quartier de Arset Ihiri près de Bab Doukkala, en médina. Ce canal, le sahrij Sidi Abbad, alimentait jusque dans les années 1970 des parcelles situées là où se dresse aujourd'hui le quartier.

### Aouatif et Majorelle
Les quartiers d'Aouatif et de Majorelle forment un trapèze compris entre l'avenue Yacoub El Mansour au sud, l'avenue Allal El Fassi à l'est, la route de Safi à l'ouest et la rue El Barakat au nord. L'avenue El Mouzdalifa et l'avenue Achjar forment un outre deux axes importants du quartier d'Aouatif. L'habitat est diversifié. Il se compose de pavillons semblables à ceux des quartiers d'Assif et Sidi Abbad, de maisons mitoyennes et d'immeubles résidentiels R+5 le long de l'avenue Mouzdalifa.
À l'angle des avenues Achjar et Allal El Fassi se trouve la faculté de langue arabe de l'Université Cadi Ayyad. Enfin, le point d'intérêt principal de secteur est le célèbre Jardin Majorelle, édifié en 1931 par le peintre et acheté en 1980 par Yves Saint Laurent et Pierre Bergé. Devenu un haut lieu du tourisme, il abrite deux musées : le musée Yves Saint Laurent de Marrakech et le musée berbère.

### Hay Charaf, El Fadl, Sanaoubar, Izdihar, Oasis et Jnane Awrad
Les quartiers Hay Charaf, El Fadl, Sanaoubar, Izdihar, Oasis et Jnane Awrad sont de construction récente. Ils ont tous été édifiés après 2005 et le développement des quartiers Oasis et Jnane Awrad est toujours en cours au début des années 2020. Le périmètre est délimité par la voie ferrée à l'ouest, le relief de Koudiat El Abid à l'est et la route de Safi au sud. Les quartiers El Fadl et Charaf sont traversés par la portion la plus récente de l'avenue Allal El Fassi, inaugurée par étapes entre 2008 et 2010.
Les quartiers Charaf, El Fadl et Sanaoubar, de même que les lotissements Charaf et Diar Marjane situés non loin de l'hypermarché Marjane, sont constitués principalement d'immeubles résidentiels de profil populaire ainsi que, dans une proportion inférieure, de maisons mitoyennes. Les quartiers Izdihar, Oasis et Jnane Awrad sont plutôt des quartiers de classes moyennes, où dominent les pavillons, pour ce qui concerne Izdihar et Oasis, et les immeubles résidentiels pour Jnane Awrad.

### Hay Mabrouka
Hay Mabrouka est un quartier proche de Guéliz, à la fois animé, sécurisé et essentiellement résidentiel. Situé à l’arrière du Djebel Gueliz, il a commencé à se développer vers 2005 et a connu une forte croissance au cours des années 2010. Aujourd’hui, ce vaste secteur est principalement composé d’immeubles résidentiels et bénéficie d’une situation idéale, délimité par la voie ferrée, la route de Safi et l’avenue Akioud.

## Transports
Les différents quartiers composant se secteur de Marrakech sont bien desservis par le réseau de bus de la ville. En 2019, le quartier était desservi par les lignes de bus suivantes :
- - L7 Sidi Youssef Ben Ali - Marché de gros, desservant Belbekkar, Daoudiate, Amerchich, Marjane, Charaf et Hay El Fadl
  - L9 Massira III - Douar Dlam, desservant Majorelle, Daoudiate, Diour Massakine et Belbekkar
  - L11 Lycée Ben Youssef - Ecole Elmaali, desservant Majorelle, l'avenue Allal El Fassi, Badii, Sakar, le quartier des hôpitaux et Hay El Firdaous.
  - L12 M'hamid 9 - Sanaoubar, desservant la route de Safi, Sidi Abbad, Issil, Marjane, Charaf, Hay El Fadl et Sanaoubar
  - L13 Massira III - Izdihar, desservant Majorelle, Aouatif, Assif, le nord de Daouadiate, Sakar, Amerchich, Marjane, Charaf, Hay El Fadl, Sanaoubar et Izdihar
  - L15 Arset El Bilk - Souk Laaouad, qui emprunte la route de Safi dans toute sa longueur.

- - L18 Maatallah - Marché de gros, desservant l'avenue Allal El Fassi dans toute sa longueur.